# Gran Premio di Cina

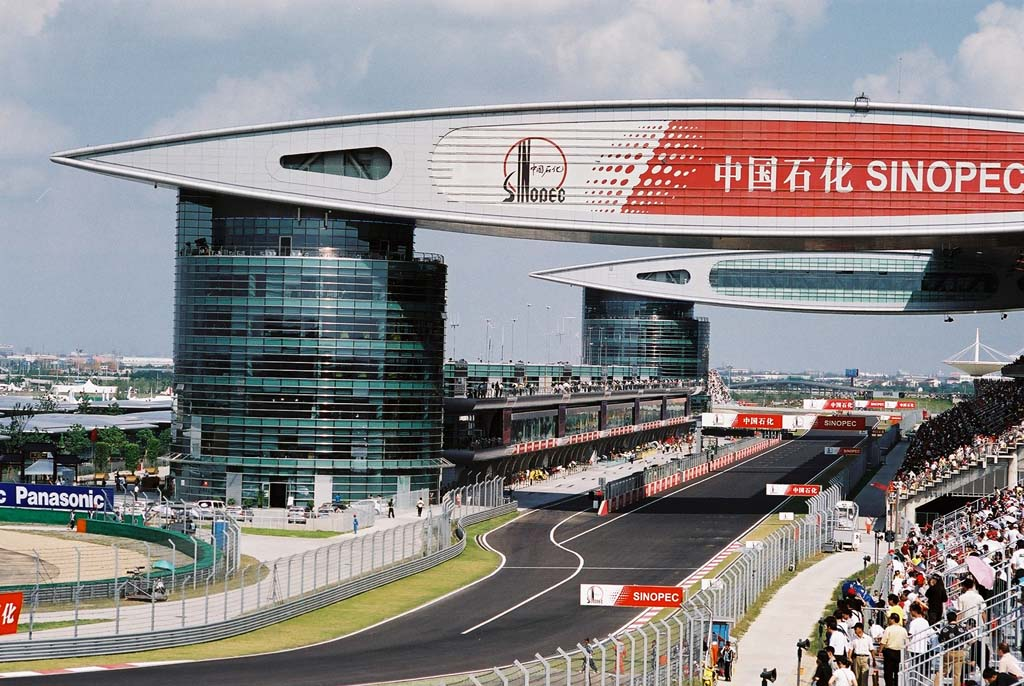
Particolare del circuito.

Il Gran Premio di Cina (Cinese semplificato: 中国大奖赛; Pinyin: Zhōngguó Dàjiǎngsài) è una gara automobilistica di Formula 1 che si svolge a partire dal 2004 sul circuito di Shanghai.

## Storia
L'idea di portare la Formula 1 in Cina nasce negli anni novanta. Il governo cinese aveva inizialmente individuato un'area presso la città di Zhuhai nel Guangdong, nella parte meridionale del Paese, per la costruzione di un autodromo. Fu così creato il Circuito internazionale di Zhuhai, con l'intento di ospitare la Formula 1 già a partire dal 1999, ma il circuito non venne considerato adeguato dalla FIA. Il governo non recedette dall'idea e, anche grazie all'esperienza degli organizzatori del Gran Premio di Macao, riuscì nell'intento di far entrare una gara nel calendario del mondiale nel 2004.

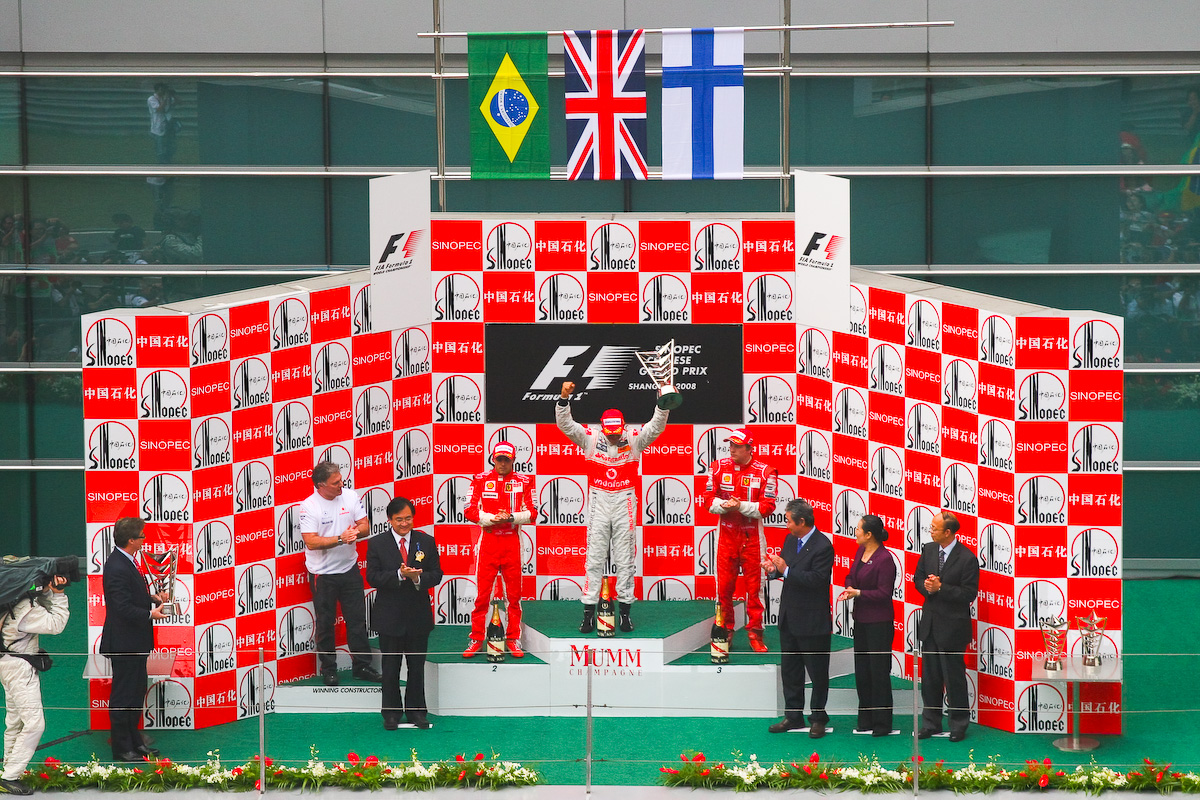
Il podio dell'edizione 2008.

Nel 2002 il management del Circuito di Shanghai ha siglato un accordo settennale con la FOM per ospitare il Gran Premio di Cina dal 2004 al 2011. La prima gara venne così effettuata il 26 settembre 2004, e venne vinta da Rubens Barrichello su Ferrari. Nel 2005 la Cina ospitò l'atto finale del mondiale che incoronò la Renault campione del mondo costruttori. L'edizione segnò il record di presenze con 270 000 spettatori durante il weekend di gara.
Nel 2006 il Gran Premio fu vinto da Michael Schumacher alla sua ultima vittoria prima del ritiro dalle competizioni. L'edizione venne caratterizzata da molti colpi di scena, che lo resero molto vivace, questo grazie al fattore pioggia che ha prima favorito la gara di Alonso e poi di Schumacher.
Nel novembre 2008 uno dei manager del circuito di Shanghai, Qiu Weichang, ha prospettato che il Gran Premio non venga più tenuto in futuro stante le grosse perdite che derivano dalla gestione del circuito. A seguito anche della cancellazione del Gran Premio di Francia, Qui Weichang ha affermato che una decisione verrà presa nel 2009. Nel corso dell'appuntamento del 2010 Ecclestone ha assicurato sulla presenza del Gran Premio anche negli anni futuri.
Nel 2009 il Gran Premio è stato collocato come terzo appuntamento della stagione, spostandosi da ottobre ad aprile. Nel 2019 ha ospitato il millesimo Gran Premio della storia della Formula 1, mentre le edizioni 2020 e 2021 vengono annullate a causa della pandemia di COVID-19. Il Gran Premio, sotto contratto per figurare nel calendario della stagione 2022, non viene incluso per via delle problematiche dettate dalla pandemia. Il suo ritorno era inizialmente previsto nella stagione 2023, prima di essere nuovamente annullato per la quarta stagione consecutiva, sempre per via della pandemia. Il Gran Premio torna nel 2024, ospitando una delle sei Sprint del campionato. La gara breve si svolge anche nel 2025 e nel 2026.

## Albo d'oro
| Anno        | Circuito      | Pilota             | Vettura             | Resoconto     |
| ----------- | ------------- | ------------------ | ------------------- | ------------- |
| 2004        | Shanghai      | Rubens Barrichello | Ferrari             | Resoconto     |
| 2005        | Shanghai      | Fernando Alonso    | Renault             | Resoconto     |
| 2006        | Shanghai      | Michael Schumacher | Ferrari             | Resoconto     |
| 2007        | Shanghai      | Kimi Räikkönen     | Ferrari             | Resoconto     |
| 2008        | Shanghai      | Lewis Hamilton     | McLaren-Mercedes    | Resoconto     |
| 2009        | Shanghai      | Sebastian Vettel   | Red Bull-Renault    | Resoconto     |
| 2010        | Shanghai      | Jenson Button      | McLaren-Mercedes    | Resoconto     |
| 2011        | Shanghai      | Lewis Hamilton     | McLaren-Mercedes    | Resoconto     |
| 2012        | Shanghai      | Nico Rosberg       | Mercedes            | Resoconto     |
| 2013        | Shanghai      | Fernando Alonso    | Ferrari             | Resoconto     |
| 2014        | Shanghai      | Lewis Hamilton     | Mercedes            | Resoconto     |
| 2015        | Shanghai      | Lewis Hamilton     | Mercedes            | Resoconto     |
| 2016        | Shanghai      | Nico Rosberg       | Mercedes            | Resoconto     |
| 2017        | Shanghai      | Lewis Hamilton     | Mercedes            | Resoconto     |
| 2018        | Shanghai      | Daniel Ricciardo   | Red Bull-TAG Heuer  | Resoconto     |
| 2019        | Shanghai      | Lewis Hamilton     | Mercedes            | Resoconto     |
| 2020 - 2023 | Non disputato | Non disputato      | Non disputato       | Non disputato |
| 2024        | Shanghai      | Max Verstappen     | Red Bull-Honda RBPT | Resoconto     |
| 2025        | Shanghai      | Oscar Piastri      | McLaren-Mercedes    | Resoconto     |

## Statistiche
Le statistiche si riferiscono alle sole edizioni valide per il campionato del mondo di Formula 1 e sono aggiornate al Gran Premio di Cina 2025.

### Vittorie per pilota
| Pos. | Pilota             | Vittorie |
| ---- | ------------------ | -------- |
| 1    | Lewis Hamilton     | 6        |
| 2    | Fernando Alonso    | 2        |
| =    | Nico Rosberg       | 2        |
| 4    | Rubens Barrichello | 1        |
| =    | Michael Schumacher | 1        |
| =    | Kimi Räikkönen     | 1        |
| =    | Sebastian Vettel   | 1        |
| =    | Jenson Button      | 1        |
| =    | Daniel Ricciardo   | 1        |
| =    | Max Verstappen     | 1        |
| =    | Oscar Piastri      | 1        |

### Vittorie per costruttore
| Pos. | Costruttore | Vittorie |
| ---- | ----------- | -------- |
| 1    | Mercedes    | 6        |
| 2    | Ferrari     | 4        |
| =    | McLaren     | 4        |
| 4    | Red Bull    | 3        |
| 5    | Renault     | 1        |

### Vittorie per motore
| Pos. | Motore     | Vittorie |
| ---- | ---------- | -------- |
| 1    | Mercedes   | 10       |
| 2    | Ferrari    | 4        |
| 3    | Renault    | 2        |
| 4    | TAG Heuer  | 1        |
| =    | Honda RBPT | 1        |

### Pole position per pilota
| Pos. | Pilota             | Pole |
| ---- | ------------------ | ---- |
| 1    | Lewis Hamilton     | 6    |
| 2    | Sebastian Vettel   | 4    |
| 3    | Fernando Alonso    | 2    |
| =    | Nico Rosberg       | 2    |
| 5    | Rubens Barrichello | 1    |
| =    | Valtteri Bottas    | 1    |
| =    | Max Verstappen     | 1    |
| =    | Oscar Piastri      | 1    |

### Pole position per costruttore
| Pos. | Costruttore | Pole |
| ---- | ----------- | ---- |
| 1    | Mercedes    | 7    |
| 2    | Red Bull    | 4    |
| 3    | McLaren     | 3    |
| 4    | Ferrari     | 2    |
| =    | Renault     | 2    |

### Pole position per motore
| Pos. | Motore     | Pole |
| ---- | ---------- | ---- |
| 1    | Mercedes   | 10   |
| 2    | Renault    | 5    |
| 3    | Ferrari    | 2    |
| 4    | Honda RBPT | 1    |

### Giri veloci per pilota
| Pos. | Pilota             | GPV |
| ---- | ------------------ | --- |
| 1    | Lewis Hamilton     | 4   |
| 2    | Fernando Alonso    | 2   |
| 3    | Michael Schumacher | 1   |
| =    | Kimi Räikkönen     | 1   |
| =    | Felipe Massa       | 1   |
| =    | Rubens Barrichello | 1   |
| =    | Mark Webber        | 1   |
| =    | Kamui Kobayashi    | 1   |
| =    | Sebastian Vettel   | 1   |
| =    | Nico Rosberg       | 1   |
| =    | Nico Hülkenberg    | 1   |
| =    | Daniel Ricciardo   | 1   |
| =    | Pierre Gasly       | 1   |
| =    | Lando Norris       | 1   |

### Giri veloci per costruttore
| Pos. | Costruttore  | GPV |
| ---- | ------------ | --- |
| 1    | McLaren      | 4   |
| =    | Red Bull     | 4   |
| 3    | Mercedes     | 3   |
| 4    | Ferrari      | 2   |
| 5    | Renault      | 1   |
| =    | Brawn        | 1   |
| =    | Sauber       | 1   |
| =    | Force India  | 1   |
| =    | Aston Martin | 1   |

### Giri veloci per motore
| Pos. | Motore    | GPV |
| ---- | --------- | --- |
| 1    | Mercedes  | 10  |
| 2    | Ferrari   | 3   |
| =    | Renault   | 3   |
| 4    | TAG Heuer | 1   |
| 5    | Honda     | 1   |

### Podi per pilota
| Pos. | Pilota               | Podi |
| ---- | -------------------- | ---- |
| 1    | Lewis Hamilton       | 9    |
| 2    | Kimi Räikkönen       | 6    |
| =    | Sebastian Vettel     | 6    |
| 4    | Fernando Alonso      | 5    |
| =    | Nico Rosberg         | 5    |
| 6    | Jenson Button        | 4    |
| 7    | Felipe Massa         | 2    |
| =    | Mark Webber          | 2    |
| =    | Max Verstappen       | 2    |
| =    | Valtteri Bottas      | 2    |
| =    | Lando Norris         | 2    |
| 12   | Rubens Barrichello   | 1    |
| =    | Ralf Schumacher      | 1    |
| =    | Michael Schumacher   | 1    |
| =    | Giancarlo Fisichella | 1    |
| =    | Daniil Kvjat         | 1    |
| =    | Daniel Ricciardo     | 1    |
| =    | Sergio Pérez         | 1    |
| =    | George Russell       | 1    |
| =    | Oscar Piastri        | 1    |

### Podi per costruttore
| Pos. | Costruttore | Podi |
| ---- | ----------- | ---- |
| 1    | Ferrari     | 13   |
| =    | Mercedes    | 13   |
| 3    | McLaren     | 12   |
| 4    | Red Bull    | 9    |
| 5    | Renault     | 3    |
| 6    | BAR         | 1    |
| =    | Toyota      | 1    |
| =    | Brawn       | 1    |
| =    | Lotus       | 1    |

### Podi per motore
| Pos. | Motore     | Podi |
| ---- | ---------- | ---- |
| 1    | Mercedes   | 26   |
| 2    | Ferrari    | 13   |
| 3    | Renault    | 8    |
| 4    | TAG Heuer  | 3    |
| 5    | Honda RBPT | 2    |
| 6    | Honda      | 1    |
| =    | Toyota     | 1    |

### Punti per pilota
| Pos. | Pilota           | Punti |
| ---- | ---------------- | ----- |
| 1    | Lewis Hamilton   | 221   |
| 2    | Sebastian Vettel | 143   |
| 3    | Nico Rosberg     | 111   |
| 4    | Fernando Alonso  | 109   |
| 5    | Kimi Räikkönen   | 101   |
| 6    | Max Verstappen   | 92    |
| 7    | Jenson Button    | 89    |
| 8    | Daniel Ricciardo | 75    |
| 9    | Valtteri Bottas  | 59    |
| 10   | Felipe Massa     | 54    |

### Punti per costruttore
| Pos. | Costruttore | Punti |
| ---- | ----------- | ----- |
| 1    | Mercedes    | 341   |
| 2    | Red Bull    | 308   |
| 3    | Ferrari     | 302   |
| 4    | McLaren     | 250   |
| 5    | Renault     | 74    |
| 6    | Williams    | 57    |
| 7    | Lotus       | 34    |
| 8    | Toro Rosso  | 29    |
| 9    | Haas        | 20    |
| 10   | Force India | 17    |

### Punti per motore
| Pos. | Motore     | Punti |
| ---- | ---------- | ----- |
| 1    | Mercedes   | 668   |
| 2    | Ferrari    | 353   |
| 3    | Renault    | 247   |
| 4    | TAG Heuer  | 89    |
| 5    | Honda RBPT | 75    |
| 6    | Honda      | 46    |
| 7    | BMW        | 17    |
| 8    | Toyota     | 10    |
| 9    | Petronas   | 6     |
| 10   | Cosworth   | 5     |